# Hassan Kachal
Hassan Kachal (en persa: حسن کچل; Hassan Kachal) és una comèdia musical iraniana dirigida per Ali Hatami el 1970. El títol en anglès és Hassan, the bald

## Argument
Enganyada per la seva sogra Chelgis (katayun), la noia del governant entra al jardí encantat per collir-hi flors i fer-se prendre en la bruixeria del Div (el dimoni).
Fet fora de la seva casa per la seva mare Nadereh “Hassan, el calb” Parviz Sayyad es posa en ruta per trobar l'experiència de la vida. En el seu viatge misteriós a través dels arbres del jardí, Hassan coneix Chelgis i s'enamora d'ella.
Per trencar la bruixeria del dimoni, El Djinn duo de Hassan li proposa, a canvi de la seva vida, fer sis vots per alliberar Chelgis.
En primer lloc, Hassan fa el vot per controlar la seva timidesa envers Chelgis. Per ajudar-lo, el Djinn li proposa trobar una altra dona, “Tavoos” (Soria Beheshti). En els seus altres vots, Hassan coneix un poeta (Hassan Khayat-Bashi), un amic, un Pahlavan d'una Zurkhaneh (campió d'una Casa de la força) (Yadolah Shirandami). Finalment Chelgis li dirà que l'única solució és prendre possessió del cor de vidre del Div i trencar-lo per alliberar-la de l'encantament.
En el seu últim vot Hassan desitja posseir aquest cor de vidre a canvi de la seva pròpia vida. El Djinn satisfà el seu desig però es nega a prendre la seva vida. Els amants són així alliberats de l'entrebanc.

## Repartiment
- Parviz Sayyad: Hassan Kachal.
- Soria Beheshti: Tavoos.
- Hamideh Kheirabadi (Nadereh): la Mare d'Hassan.
- Katayun: Chelgis.
- Yadolah Shirandami: Pahlavan.
- Manoochehr Ahmadi.
- Hassan Khayat-bashi: El poeta.
- Sadegh Bahrami.
- Syrous Ebrahimzadeh.